# Felenyed
Felenyed (románul: Aiudul de Sus, németül: Egisdorf) falu Romániában, Fehér megyében.

## Története
A falu feletti erdőben római kori téglákat találtak, egy 7. századi sírból pedig avar eredetű fegyverek kerültek elő. A falu első említése 1332-ből maradt fenn Enyd superior néven, ekkor már plébániatemploma volt. A középkorban katolikus lakói Nagyenyed reformációja idején reformátusokká lesznek a templommal együtt, amely a mai református temető emelkedett részén helyezkedett el, nyoma mai napig jól kivehető.
Bethlen Gábor az 1629. szeptember 2-án kelt végrendeletében a települést egészében, mindenféle hasznával és tartozékával együtt a gyulafehérvári kollégiumnak adományozta több más helységgel együtt és ezzel 1948-ig hozzákapcsolta Felenyed életét a főtanódához. A kapcsolat még erősebbé vált, amikor Apafi Mihály a kollégiumot az 1658-as pusztulása után, 1662-ben birtokainak középpontjára, azaz Nagyenyedre költöztette át. A kollégium nagy erdői Felenyed határában kezdődtek, a felenyediek őrizték, vágták és szállították be fáit. A református gyülekezet gondnoka általában a kollégium főerdésze volt. 1719-1720-ban pestis miatt a kollégium  nyolc hónapig a felenyedi erdőkben húzza meg magát. Ezen erdőben magaslik ki a fák közül – igaz, ma már szárazon – a legendás Bethlen-fa, az az öreg tölgy, melynek árnyékában szokott megpihenni – a legenda szerint – a vadászni ide járó fejedelem, Bethlen Gábor. A helységben malmai is voltak a főiskolának, a fűrészmalom, meg a híressé vált papírmalom, feltehetőleg Erdély negyedik papírüzeme, melynek 1705 és 1717 közötti működéséről hiteles adatok is fennmaradtak és melyet Misztótfalusi Kis Miklós  sürgető szavaira Pápai Páriz Ferenc és Bethlen Miklós kollégiumi gondnok létesítettek a kollégium költségén. Azonban a kedvezőtlen háborús viszonyok miatt 1717-ben el kellett adniok a malom felszerelését a kolozsvári jezsuitáknak, akik hosszú ideig működtettek papírmalmot Kolozsmonostoron. A papírmalom 1819-ben kezdte újra életét, utána érte meg fénykorát. Erről tanúskodnak az itt készült papírok kiváló minőségű vízjelei Enyed és F. Enyed felirattal valamint a kollégiumi címerrel. Vízjelei 2009-ben a Világemlékezet listájára is felkerültek a Bolyai János Appendixének geometriai rajzokat tartalmazó mellékletén.

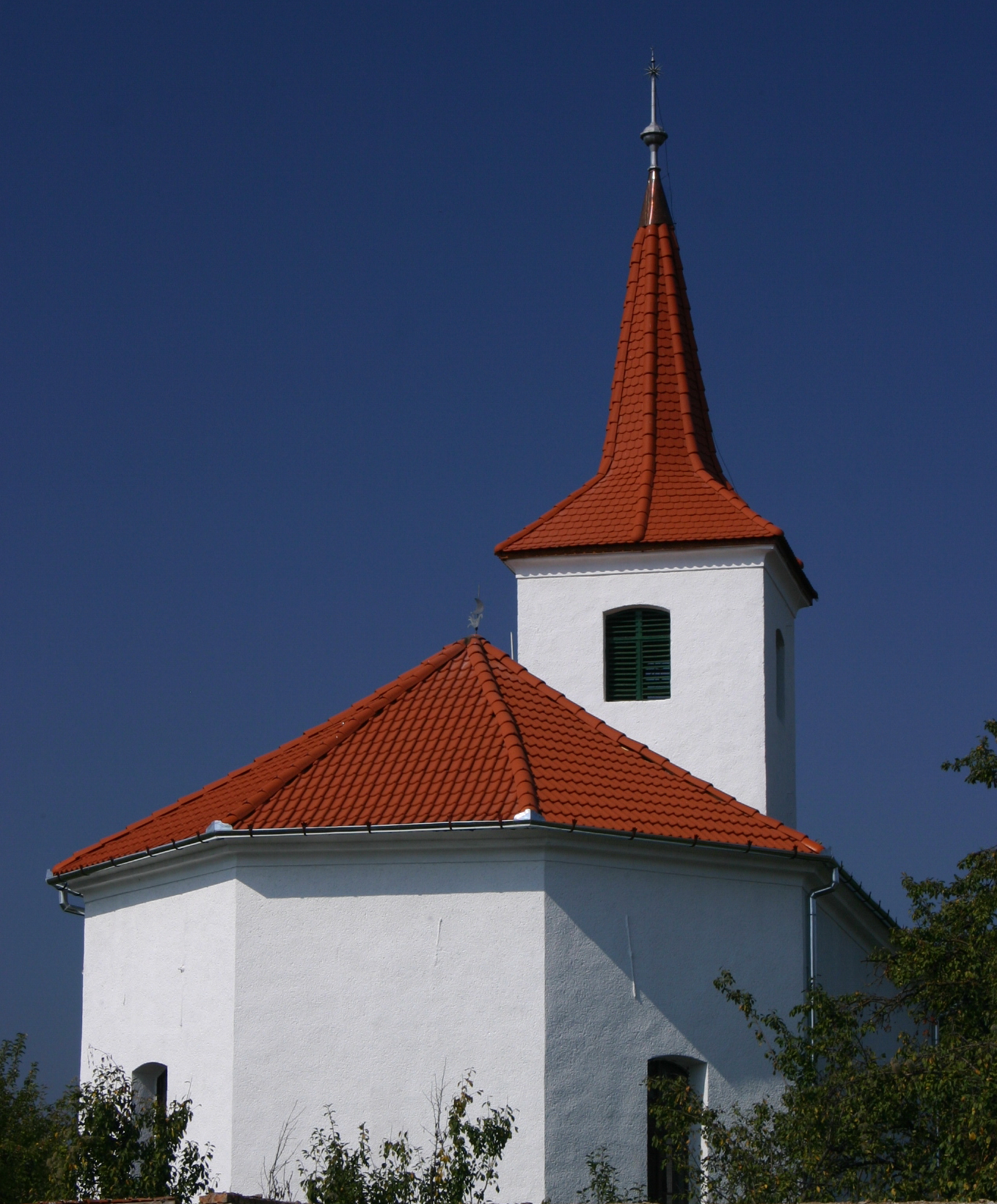
A 200 éves felújított református templom, 1810-2010

A régi református templom 1804-re annyira tönkrement, hogy 1805-től új templom építéséhez fogtak „a Nemes Collegium kegyes grátziájából”, de már új, mai helyén, a városhoz közelebb. Az új templomba átkerült az 1787-ből datált kisharang, egy régi elhasadt harang helyett pedig újat öntet a kollégium. Ez valószínűleg az első világháborúban semmisült meg, mert 1922-ben öntenek másik nagyharangot.
Az 1849-es nagyenyedi vérengzés megbélyegezte Felenyed életét is. A szomszédos muzsnaházi pópa, Simion Prodan csapatai már előző év végétől Felenyeden tanyáztak. De a szervezkedésből a helyi görögkatolikus pap, Petru Birlea sem marad ki. Január 8-án Nagyenyeden esik áldozatul Török Ferenc felenyedi református lelkész a szörnyű tömegmészárlásnak, aki a minorita rendházba menekült be családjával. Két magára maradt gyermeke megfagy, felesége megzavarodik és nemsok időre rá meghal. Csak Amália nevű lánya marad életben, aki a császár erdélyi látogatása alkalmával tragikus hangvételű panaszlevélben esedezik igazságszolgáltatásért és kárpótlásért. A felenyedi református egyház épületei túlélik ugyan a vészt, de megrongálódnak, a parókián őrzött okiratok és kegytárgyak „az 1849-ik évben dühöngött borzasztó vész martalékává” lesznek. Egyetlen ón kanna, egy 1733-ból való maradt fenn, amit az egyházfi talált meg a dúlás után. A kollégium felenyedi papírmalma ekkor végleg elpusztul. A felenyedi áldozatok emlékére a 160. évforduló alkalmával állíttatott kopjafát a felenyedi református gyülekezet. De említésre méltó ugyanakkor az is, hogy legalább 30 enyedi menekültet felenyedi román családok fogadtak be és rejtettek el, elősegítve túlélésüket.
A Bethlen Kollégiummal való szoros kapcsolatot nem igazán befolyásolták az 1918-as változások, azonban az 1948-as államosítás véget vetett e kapcsolatnak, a kollégiumot régi birtokaitól megfosztja, megszüntetni sajátos, önálló református tanintézmény jellegét és a kommunizmus nevelőeszközévé próbálja átgyúrni kisebb-nagyobb sikerekkel. Ekkor veszti el Felenyed lába alól a talajt és mai napig nincs igazán tisztában hovatartozásával, noha Nagyenyeddel egybenőve a város szerves részét képezi. E helyzeten az 1989-es fordulat sem változtatott igazán, hiszen noha a kollégium kapott vissza épületeiből, de régi birtokait továbbra is mások bitorolják.
2010. május 23. és 30. között készül a református gyülekezet megünnepelni temploma 200. évfordulóját.

## Népessége
1850-ben 782 lakosából 472 román, 236 magyar és 74 cigány volt. 2002-ben 2419 lakosának megoszlása nemzetiség szerint: 1486 román, 511 cigány és 420 magyar, felekezet szerint: 1919 görögkeleti, 344 református, 9 római katolikus, 8 pünkösdista, 6 görögkatolikus.

## Látnivalók
- Mai református temploma 1805 és 1810 között épült a Bethlen kollégium jóvoltából.
- Török Ferenc lelkipásztor és az 1849-es áldozatok emlékét őrző kopjafa a református templom udvarán
- Bethlen-fa a volt kollégiumi erdőben